# Kleitos (Sohn des Aigyptos)
Kleitos (altgriechisch Κλείτος Kleítos) ist in der griechischen Mythologie einer der 50 Söhne des Aigyptos, des Zwillingsbruders von Danaos.
In der Massenhochzeit der Aigyptos-Söhne mit den Töchtern des Danaos heiratete Kleitos die Kleite. Während bei den meisten anderen Vermählungen der 50 Töchter des Danaos, der Danaiden, mit den 50 Söhnen des Aigyptos das Los über die Paarbildungen entschied, war in dieser Verbindung die Namensähnlichkeit ausschlaggebend.
Bei Hyginus Mythographus war ein Clytus, möglicherweise als Clitus und damit der lateinischen Namensform von Kleitos entsprechend zu lesen, mit einer Autodike vermählt.